# MOVE ON SATURDAY
『MOVE ON SATURDAY』（ムーブ オン サタデー）は、2023年4月1日からFM COCOLOで放送されているラジオ番組。

## 概要
2023年4月期改編で始まったラジオ番組。
DJを務める光永亮太が、週末の入口、大人の好奇心を誘う時間を演出する。

## 放送時間
- 土曜日 11:00 - 16:30（2025年4月5日 - ）

### 過去の放送時間
- 土曜日 10:00 - 14:00（2023年4月1日 - 2025年3月28日）

## DJ
- 光永亮太

## 主なコーナー
NEWS PICKUP
11時台
放送当日までに入ったニュース・情報を紹介する。
MARTIN TIMES 〜 It’s a Beautiful Day
12時台
毎月1アーティストが月替わりでギタートークを披露する。
CANNA BEAUTIFUL MOMENT
13時台
「心が潤う BEAUTIFUL」をテーマに、何気ない優しい話や自分磨きなどのトピックをリスナーからのリクエストで募集する。
Billboard Japan Weekend Chart
14時台
Billboard JAPANの週間チャートを紹介する。
赤い風船 TRAVEL UPDATE
15時台
おすすめのスポットやグルメ情報を紹介する。
Move On Now!
15時台
リクエストコーナー。
4pm. Drive Mix
16時台
選曲でドライブソングオリジナルMIXを流す。